# Teoria dell'esemplare
La teoria dell'esemplare è, in psicologia, una teoria che concerne il modo in cui gli esseri umani categorizzano gli oggetti e le idee. Questa teoria propone che ciascun individuo fa delle scelte di categorizzazione comparando nuovi stimoli con unità già immagazzinate in memoria. Queste unità sono chiamate esemplari. Il nuovo stimolo è assegnato alla categoria basandosi sul più grande numero di somiglianze che sussistono con gli esemplari di quella categoria. Per esempio, il modello propone che le persone creino la categoria "uccello" mantenendo nella loro memoria una collezione di tutti gli uccelli di cui hanno avuto esperienza: rondini, pettirossi, struzzi, pinguini, etc. Se il nuovo stimolo è abbastanza simile ad alcuni degli esemplari di uccello conservati in memoria, la persona categorizza lo stimolo nella categoria "uccello". Diverse versioni della teoria hanno condotto ad una semplificazione di pensiero concernente l'apprendimento dei concetti, poiché suggeriscono che le persone usino memorie già incontrate per determinare la categorizzazione, piuttosto che creare un riassunto astratto di rappresentazioni aggiuntivo.

## Esemplari e prototipi
La teoria dell'esemplare è spesso vista in contrasto con la teoria del prototipo, che propone un altro metodo di categorizzazione. Usiamo sia il metodo esemplare che il prototipo nel formulare giudizi di categoria, e spesso essi lavorano in tandem per produrre la conclusione più accurata. Le due teorie sono simili in quanto sottolineano l'importanza della somiglianza nella categorizzazione: solo assomigliando ad un prototipo o ad un esemplare, un nuovo stimolo può essere inserito in una categoria. Entrambi si affidano allo stesso processo cognitivo generale: sperimentiamo un nuovo stimolo, un concetto nella memoria viene attivato, formuliamo un giudizio di somiglianza e tracciamo una conclusione di categorizzazione. Di recente, il modello computazionale di categorizzazione DUAL PECCS (Dual Prototypes and Exemplars based Conceptual Categorization System),  basato sugli assunti provenienti da entrambe le teorie e sviluppato presso l'Università di Torino da Antonio Lieto, ha mostrato come sia possibile avere in un agente artificiale sia una categorizzazione basata su prototipi che su esemplari.
Tuttavia, le specifiche delle due teorie sono diverse. La teoria del prototipo suggerisce che un nuovo stimolo viene confrontato con un singolo prototipo in una categoria, mentre la teoria dell'esemplare suggerisce che un nuovo stimolo viene confrontato con più esemplari conosciuti in una categoria. Mentre un prototipo è una media astratta dei membri di una categoria, un esemplare è un membro effettivo di una categoria, estratto dalla memoria. Mentre i prototipi sono "economici" - ovvero sono più favorevoli a giudizi rapidi - gli esemplari lo sono di meno. D'altra parte, i prototipi sono meno flessibili degli esemplari: gli esemplari possono rendere conto più facilmente dei membri delle categorie atipiche, come ad esempio un pinguino che fa parte della categoria "uccello", perché l'esemplare non media le caratteristiche di una categoria come fa il prototipo.
L'esemplare può dare un senso alle categorie variabili - quelle con caratteristiche meno distinte - come "giochi", molto più del prototipo, che si basa su caratteristiche tipiche per determinare l'appartenenza. Un'altra differenza, suggerita dalla ricerca, è che è più probabile che gli esemplari vengano usati rispetto ai prototipi dopo una lunga esperienza con un concetto.
Il processo di categorizzazione per identificare quale tipo di animale è un cane, può essere usato per fornire un esempio per l'uso della teoria dell'esemplare. Tutti i tratti del cane sarebbero presi in considerazione e confrontati, separatamente, con altri animali che l'individuo ha incontrato prima. L'individuo alla fine concluderebbe che l'animale è un cane in quanto ha tutti i tratti precedentemente associati ad un esempio di cane. L'individuo potrebbe arrivare a questa conclusione usando la teoria del prototipo se il cane avesse un aspetto medio, ma cosa succederebbe se il cane avesse solo tre zampe e non abbaiasse? Qui la teoria del prototipo potrebbe non consentire all'individuo di concludere che l'animale è un cane, perché non ha tratti prototipici, ma la teoria dell'esemplare prenderebbe in considerazione precedenti esempi di cani che non abbaiano o cani che hanno ferite e quindi mancano di arti. Gli approcci di categorizzazione basati sull'esemplare esaminano attentamente tutti gli esempi incontrati in una determinata categoria per consentire una categorizzazione accurata.
Sono state fatte dichiarazioni contraddittorie sull'accuratezza della teoria dell'esemplare per la categorizzazione, quando viene confrontata con la teoria del prototipo. Ad esempio, uno studio presso l'Arizona State University ha concluso che la teoria dell'esemplare è più accurata con esperienza di categoria minima, mentre man mano che l'esperienza viene sviluppata, la teoria del prototipo diviene più accurata. Un altro studio, tuttavia, dimostra che l'approccio basato sull'esemplare è più accurato man mano che si acquisisce familiarità con una categoria, perché la conoscenza dei membri della categoria è maggiore di quella che può essere rappresentata da un singolo prototipo. È chiaro che ci sono alcune situazioni in cui l'approccio basato sugli esemplari è più accurato, e altre in cui potrebbe non essere il più preciso. Detto questo, il cervello utilizza probabilmente una combinazione di approcci di categorizzazione nella vita di tutti i giorni.
Uno studio condotto presso l'Università dell'Oregon ha rilevato che le medie prototipiche hanno più probabilità di essere dimenticate rispetto a molti esempi specifici. Affidarsi solo ai prototipi non consente una considerazione adeguata mentre affidarsi solo a degli esempi può essere inefficiente. La teoria dell'esemplare è più flessibile della teoria del prototipo ma meno economica, e una combinazione dei due può bilanciare la flessibilità con l'efficienza. L'esperienza con vari esempi rende un prototipo sempre più mutevole e accurato. In conclusione, la teoria esemplare e la teoria dei prototipi non competono tra loro, ma lavorano insieme, in tandem.

## Caratteristiche degli esemplari

### Tipicità
La tipicità è un'idea spesso associata alla teoria degli esemplari, secondo cui i migliori esemplari, o quelli che condividono più caratteristiche con altri esemplari della categoria, sono considerati tipici e portano a una più rapida categorizzazione di nuovi stimoli simili a questi tipici esemplari. Gli esemplari tipici hanno maggiori probabilità di generare una corrispondenza accurata quando si categorizza un nuovo elemento. Ad esempio, quando viene chiesto di generare un elenco di frutta, mele, arance e banane vengono spesso in mente in primo luogo in quanto sono considerati più tipici. Frutti come la carambola o i fichi potrebbero apparire sulla lista, ma richiederebbero una ricerca più ampia attraverso la memoria.

### Frequenza
È stato suggerito dai ricercatori che una maggiore frequenza della presentazione di uno stimolo influenzerà positivamente la tipicità di un esemplare. Poiché la teoria dell'esemplare si basa sulla memoria di istanze o esperienze specifiche, ci saranno più esempi di quell'esemplare da richiamare dalla memoria quando si incontra un nuovo potenziale membro della categoria. Continuando con l'esempio di frutta, mele e arance si incontrano a una frequenza più alta, contribuendo alla loro tipicità. 

### Recenza
Gli stimoli riscontrati subito dopo l'esposizione di un esemplare possono aumentare il tasso di riconoscimento della categoria. Questo fenomeno è noto come recenza. L'innesco dell'esemplare rende la memoria più facilmente accessibile e viene in mente più velocemente, quindi sembra più tipica.

## Ricerche
Uno studio ha confrontato le teorie basate su regole e le teorie basate sugli esemplari e ha scoperto che gli individui usano le regole quando i nuovi elementi sono confondibili e usano gli esemplari quando sono distinti. Inizialmente, la categorizzazione si basa su regole. Durante il processo di apprendimento, le caratteristiche appropriate per gli elementi discriminanti vengono apprese nel tempo. Quindi, i nuovi elementi possono essere archiviati come esemplari e utilizzati per classificare elementi successivi senza discrepanza con le regole. Per esempio, un radiologo deve classificare una macchia sospetta su una radiografia come tumore o come variazione naturale del tessuto. Le teorie basate sull'esemplare suggeriscono che la decisione viene raggiunta confrontando l'attuale radiografia con gli esemplari di raggi X in memoria. Se la radiografia appare visivamente più simile ai raggi X dei tumori che a quelli del tessuto normale, il radiologo può classificare il punto sospetto come un tumore. Le teorie basate su regole suggeriscono invece che il radiologo osservi se le proprietà specifiche della radiografia soddisfino gli stessi criteri dei tumori (cioè la definizione di tumore). In questo caso, la decisione se il punto sospetto sia o meno un tumore si basa unicamente sui criteri.
La frequenza con cui è stato rilevato l'elemento da categorizzare è un fattore importante che influenza la sua tipicità. La ricerca suggerisce che la tipicità dell'aeroplano come veicolo è stata valutata prima dell'11 settembre 2001 e quindi varie volte dopo tale data. La copertura mediatica degli incidenti dell'11 settembre ha causato un aumento della tipicità nominale dell'aeroplano da cinque ore a un mese dopo l'attacco terroristico. Circa quattro mesi e mezzo dopo l'11 settembre, la tipicità dell'aeroplano è tornata al suo livello normale. Questi risultati suggeriscono che a causa della quantità di copertura mediatica che circonda gli eventi dell'11 settembre, la parola aeroplano è stata utilizzata così frequentemente da diventare comune come un tipico veicolo. I modelli basati sull'esemplare forniscono spiegazioni per le valutazioni di tipicità dei concetti, gli effetti della tipicità sui tempi di categorizzazione e gli effetti dovuti alla variabilità delle istanze all'interno di una categoria.
Il lavoro di Daniel Kahneman e Amos Tversky ha dimostrato che le persone usano esemplari quando operano categorizzazioni e prendono decisioni. In uno dei loro esperimenti, è stato riscontrato che i partecipanti stimavano la frequenza di occorrenza di diversi tipi di eventi, trovando diversi esemplari su cui basare la loro approssimazione. Ad esempio, quando ai partecipanti è stato chiesto se ci sono più parole nella lingua inglese che iniziano con "k" o hanno "k" come terza lettera, la maggior parte ha scelto la prima opzione, anche se questa non è corretta. I partecipanti presumibilmente lo fecero perché potevano generare più esemplari di parole che iniziavano con "k" di quanto potessero fare con le parole con "k" come terza lettera nella parola. (Questo particolare esperimento si lega anche all'euristica della disponibilità, secondo la quale indoviniamo la probabilità di un evento attraverso la facilità con cui viene in mente un esempio).
Negli studi di categorizzazione, i partecipanti a volte concludono che un nuovo stimolo non è un membro di una determinata categoria trovando un contro-esempio. Ad esempio, i partecipanti hanno espresso il loro disaccordo con la dichiarazione, "tutti gli uccelli sono aquile" basandosi sul loro recupero di ricordi di uccelli che non erano aquile, come i pettirossi. Se i partecipanti hanno utilizzato esemplari per prendere decisioni in disaccordo, usano gli esemplari anche per prendere decisioni sulla riaffermazione circa l'appartenenza alla categoria.
Uno studio di Barsalou et al. afferma che la categorizzazione degli esemplari di un evento differisce dalla categorizzazione degli individui. La frequenza delle caratteristiche determina il modo in cui gli eventi sono suddivisi in categorie, aggiungendo gli eventi a un raggruppamento esemplificativo più generale, mentre gli individui sono più spesso classificati separatamente, creando un nuovo gruppo quando si incontra un nuovo individuo.
Esistono prove a sostegno del fatto che l'approccio basato sugli esemplari può essere più accurato rispetto all'approccio basato sui prototipi. I modelli basati sugli esemplari hanno più successo quando si apprendono concetti complessi piuttosto che concetti semplici. Nell'ambito della modellazione computazionale di sistemi artificiali di ispirazione cognitiva, sono stati sviluppati sistemi di categorizzazione concettuale ibrida in grado di esibire categorizzazioni basate su prototipi, esemplari e regole a seconda del tipo di stimolo da categorizzare.